# Сискал
Сискал (инг. сискал) — традиционное национальное блюдо ингушей, в состав которого входят кукурузная мука, соль и иногда "курдюк" - баранье сало. Сискал с курдюком чеченцы называют «Мохь тоьхна сискал». В былые времена сискал у чеченцев готовился вместо хлеба.

## Описание
Для приготовления сискала замешивают тесто из кукурузной муки, добавляя в него соль по вкусу. Тесто режут и придают кускам теста круглую форму. Сискал пекут в заранее разогретой сухой кастрюле, время от времени переворачивая до образования корочки. После готовности сискал разламывают руками и подают с творогом, смешанным со сметаной (тIo берам) или горячим топлёным маслом (кIалд-дятта).